# Beleriand

Skica Beleriandu

Beleriand je země na severozápadě Středozemě ve fiktivním světě J. R. R. Tolkiena. V období Prvního věku ji obývali lidé a elfové, kteří společně vedli války proti Morgothovi, a na jeho konci Beleriand zanikl a byl zatopen mořem.
Původně byl tento název užíván pro oblast kolem Balarské zátoky, později pro rozlehlé země severozápadně od pohoří Ered Luin. Beleriand jako první osídlili elfové, kteří zde zůstali při velkém putování elfů. Později dorazili do zemí Beleriandu též trpaslíci následovaní Noldorskými vyhnanci a lidmi. Říše elfů a lidí vytvořené v Beleriandu se po celý první věk bránily v mnoha válkách náporům prvního Temného pána Morgotha sídlícího v Angbandu. Rozhodujícím střetnutím se stala válka hněvu, v níž byl Morgoth definitivně poražen. Při tomto boji však došlo ke zničení a rozervání Beleriandu, který byl téměř celý zatopen mořem, čímž skončil první věk.
V Beleriandu se odehrávají příběhy Tolkienových knih Silmarillion, Nedokončené příběhy, Húrinovy děti a Pád Gondolinu.

## Popis zemí Beleriandu

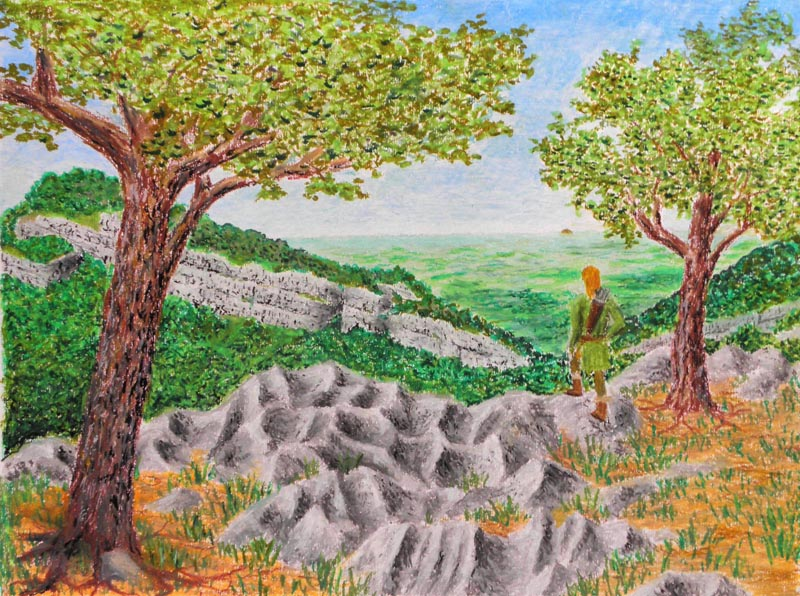
Vysočina Taur-en-Faroth nacházející se v Západním Beleriandu

Země Beleriandu se v prvním věku nacházely jižně od hor Ered Wethrin, Ered Gorgoroth a Maedhrosovy marky, které je ze severu oddělovaly od chladné země Hithlum, vysočiny Dorthonion a prázdné planiny Lothlann. Za nimi se rozprostírala travnatá pláň Ard-galen, která byla po Dagor Bragollachu známá jako Anfauglith. Přes pláně Ard-galenu shlížely na jižní země štíty Thangorodrim tyčící se nad Angbandem, pevností prvního Temného pána Morgotha. Na východě tvořilo hranici mezi Beleriandem a Eriadorem pohoří Ered Luin a jeho západní břehy omývalo Velké moře, Belegaer.
Ze severu se do Beleriandu dalo bezpečně projít pouze průsmykem Anach nebo Sirionským či Aglonským průsmykem. Na severovýchodě byly země Beleriandu z Lothlannu nejnapadnutelnější v místě známém jako Maedhrosova marka.
Na jihovýchod od Hithlumu za horami Ered Lómin ležela nížinná země Nevrast, který býval některými považován za přímou součást Beleriandu.
Přibližně uprostřed zemí Beleriandu se rozkládalo v lesích Neldorethu a Regionu království Doriath. Středem říše protékala řeka Esgalduina a jižní hranici království tvořila řeka Aros. Obě se vlévaly do mohutného Sirionu tekoucího podél západní hranice Doriathu na jih. Na druhém břehu řeky ležel les Brethil.
Sirion, největší řeka Beleriandu, rozdělovala Beleriand na západní a východní část. Zhruba uprostřed jejího toku ji přehrazoval Andram, dlouhá hradba kopců táhnoucí se od západu na východ. Sirion si však prorazil cestu jeskyněmi a vytékal pod kopci v místě zvaném Brány Sirionu, načež pokračoval na jih a ústil do Balarské zátoky.
Západním Beleriandem protékaly řeky Nenning a Brithon pramenící v pohoří Ered Wethrin a tekoucí přímo do Beleageru. U jejich ústí v pobřežní zemi Falas ležely Círdanovy přístavy Brithombar a Eglarest. Západní částí Beleriandu, ale východněji také protékal Narog pramenící v Irvinských tůních. Zhruba uprostřed řeky ležela vysočina Taur-en-Faroth. Narog se pak vléval do Sirionu v Nan-tathrenu, vrbové zemi.
Na samém východě Beleriandu mezi Modrými horami a řekou Gelion tekoucí na jih souběžně s Ered Luin ležel Ossiriand, země sedmi řek. Do Gelionu se zde vlévalo šest velkých řek tekoucích z Modrých hor. Za Gelionem, severně od Ossiriandu pak ležela země Thargelion. Jihovýchodní hranici Beleriandu tvořil rozlehlý Taur-im-Duinath, Les mezi řekami.

## Historie

### První osídlení

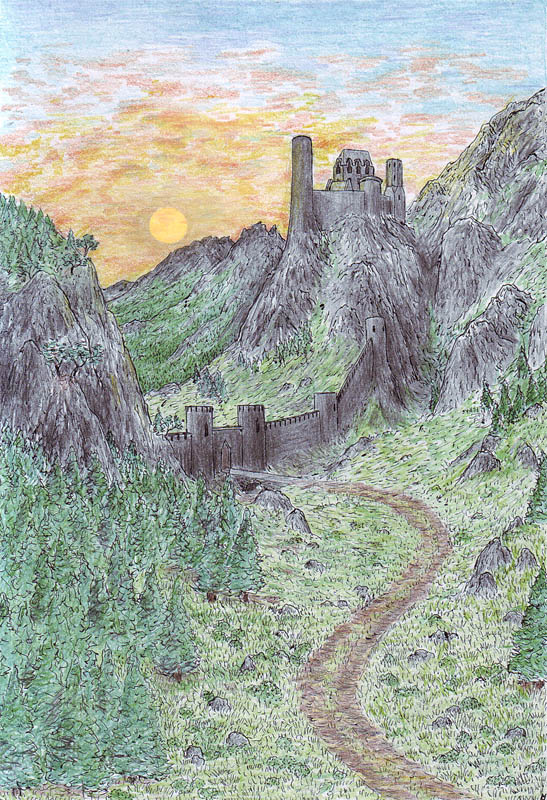
Aglonský průsmyk oddělující Beleriand od Lothlannu

Beleriand, vytvořený Valar jako nejzápadnější cíp Středozemě, byl poprvé osídlen někdy v hvězdných letech elfy putujícími od vod jezera Cuiviénen na západ. Zástupy Vanyar a Noldor, které jako první dorazily k Belegaeru, se při prvním pohledu na moře zalekly a nějaký čas proto žily dál od pobřeží v lesích a pahorkatinách Beleriandu. Po nich překročil Ered Luin i zástup Teleri poháněný svým pánem Elwëm.
Elwë se jednoho dne při pátrání po svém příteli Finwëm ztratil v hustém lese Nan Elmothu. Místo přítele v lese objevil Maiu Melian, do které se okamžitě zamiloval a zcela zapomněl na svou cestu na západ, neboť v její tváři viděl světlo Amanu. Panování nad Elwëho lidem se ujal jeho mladší bratr Olwë, který následoval Vanyar a Noldor a byl i se svým lidem Ulmem přetažen na ostrově na druhou stranu moře, kde také oni spatřili světlo Dvou stromů.
Mnozí z Teleri však neodpluli a zůstali v Beleriandu. Ty z nich které k tomu aby zůstali přemluvil Ossë, zůstali na pobřeží a byli známi jako Falathrim, elfové z pobřežního Falasu. Ve vnitrozemí Beleriandu však zůstali také přátelé a příbuzní Elwëho, kteří po něm stále pátrali a nestihli tak odjet spolu s Olwëm přes moře. Elwë, který nakonec procitnul a vyšel z lesa, shromáždil kolem sebe zbývající Teleri a společně vytvořili v lesích Region a Neldoreth říši Doriath. Moc krále Elwëho, známého jako Elu Thingol, uznávali všichni Eldar žijící v Beleriandu.
Za dnů Melkorova zajetí přešli do Beleriandu přes Modré hory také první trpaslíci. Jednalo se o tzv. Drobné trpaslíky, kteří byli v pradávných dnech zapuzeni z trpasličích měst na východě, načež se zmenšili vzrůstem i zručností. Sindar netušíc o koho se jedná, tyto trpaslíky nejprve dlouho lovili a zabíjeli. Teprve když Ered Luin překročili také trpaslíci z měst Belegostu a Nogrodu a elfové poznali, že se jedná o mluvící a inteligentní bytosti, navázali s trpaslíky přátelštější vztahy.
Do Beleriandu nakonec přes Modré hory dorazil také zástup zatoulaných Nandor vedený Lenwëho synem Denethorem. Doriathský král Thingol Denethora přijal a dovolil mu se svým lidem usadit se v Ossiriandu.

### Války o Silmarily
Propuštěný Melkor ve Valinoru otrávil duše mnohých Noldor pomluvami, zničil za pomoci pavoučice Ungoliant Valinorské stromy, usmrtil krále Finwëho a ukradnul Silmarily. I s těmito klenoty poté uprchnul zpět do Středozemě, kde se znovu opevnil ve své staré pevnosti Angband nacházející se severně od zemí Beleriandu, načež se prohlásil Králem světa a začal se připravovat na vyhubení Beleriandských elfů.
Brzy po Morgothově návratu do Středozemě zaútočily na Doriathské království hordy skřetů. Král Thingol se však dík trpasličím zbraním a pomoci Ossiriandských elfů s vypětím všech sil ubránil a východní část Morgothova vojska v první bitvě Beleriandských válek porazil. V boji zahynul pán Nandor Denethor a většina jeho mužů. Ossiriandští elfové, kterým se začalo říkat Laiquendi, se vrátili do své země a od těch časů již nikdy otevřeně nevyšli do války. Círdan a jeho lid byl přesilou zatlačen za hradby svých přístavů.
Situaci tehdy náhle změnil nečekaný příchod Noldor vyhnaných z Amanu, kteří překročili úžinu Helcaraxë a opět stanuli ve Středozemi. Morgoth proti nim vyslal svá vojska a rozhořela se bitva Dagor-nuin-Giliath. Noldor tehdy za prvního východu Slunce skřety rozdrtili a vytlačili přitom sluhy Temného pána ze zemí Beleriandu. Po bitvě založili vítězní vůdcové Noldor svá království v Beleriandu a v severních vysočinách jako hráz mezi zeměmi Eldar a Angbandem. Největším královstvím Noldor se stala země Hithlum, v níž sídlil jejich Velekrál Fingolfin a jeho nejstarší syn Fingon. Fingonův mladší bratr Turgon, který nějaký čas sídlil ve Vinyamaru, později založil skryté království Gondolin. Finarfinovi synové Angrod a Aegnor se svým lidem žili v Dorthonionu a jejich bratr Finrod vystavěl věž Minas Tirith na ostrově Tol Sirion, z níž střežil Sirionský průsmyk. Fëanorovi synové Celegorm s Curufinem sídlili v Himladu odkud zabezpečovali Aglonský průsmyk, Caranthir žil v Thargelionu a Maedhros s Maglorem bránili průchod mezi Lothlannem a východním Beleriandem.

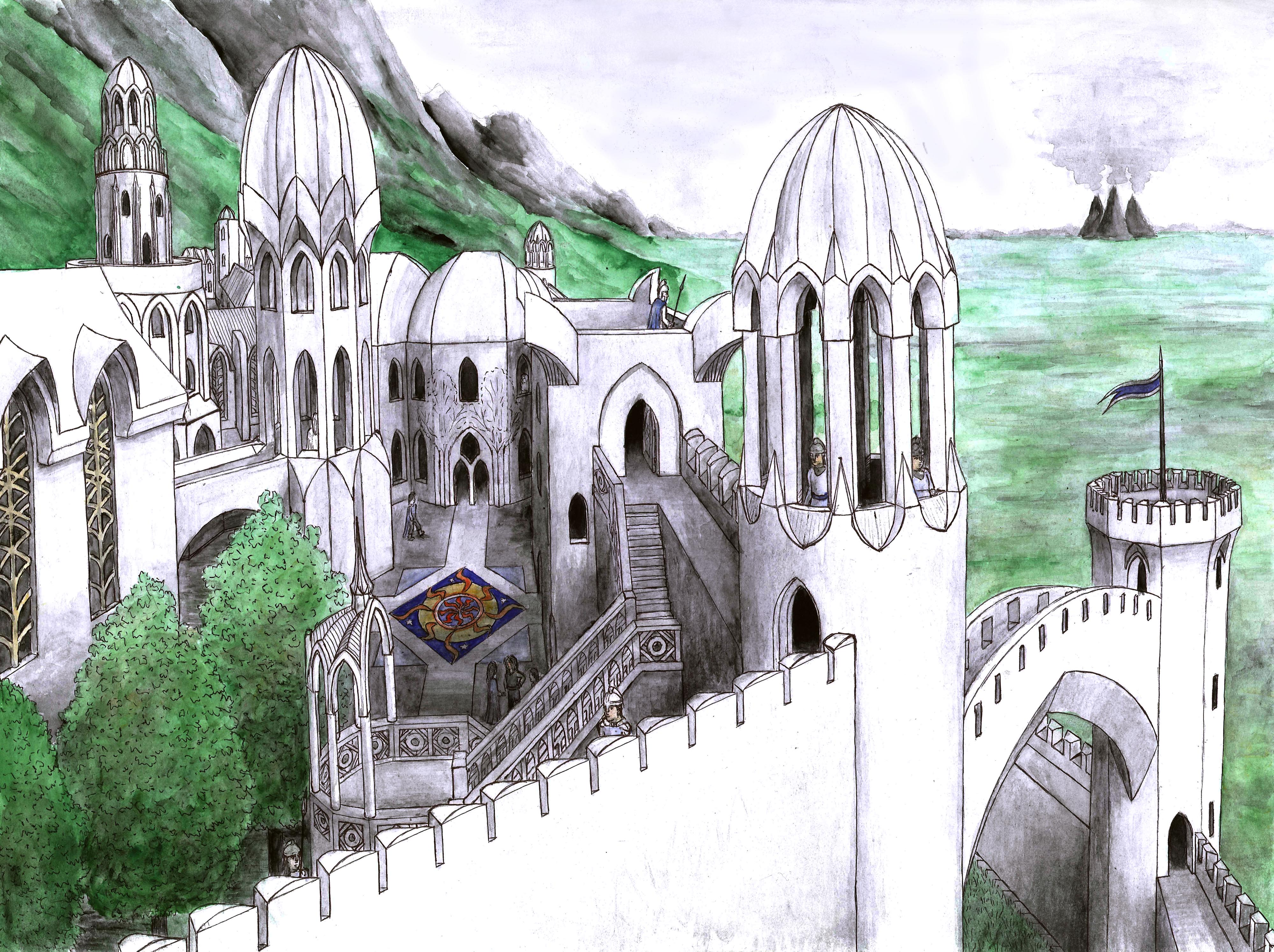
Barad Eithel, sídlo Velekrále Noldor Fingolfina s výhledem na štíty Thangorodrim

V roce 60 prvního věku rozdrtili Eldar Morgothova vojska v Slavné bitvě, Dagor Aglareb, po které následovalo 400 let Obležení Angbandu, ostražitého míru, za kterého Temný pán zbrojil a omezil se pouze na ojedinělé výpady. Mír přinesl zemím Beleriandu velký rozkvět a jeho říše v tom čase bohatly. Noldorští tehdy vystavěli svá tajná města Gondolin a Nargothrond. Za časů obležení Angbandu přišli do Beleriandu z východu první lidé. Většina z Edain záhy vstoupila do služeb knížat Eldar a připojila se k jejich válce s Temným pánem.
Obležení Angbandu bylo prolomeno v roce 455, kdy vojska Temného pána rozdrtila síly Eldar a Edain v Dagor Bragollachu. V bitvě byla zničena panství Noldor v Dorthonionu, padnul Aglon, Maglorova brána, drak Glaurung zpustošil Thargelion a skřeti vyplenili značnou část východního Beleriandu. Dva roky po Dagor Bragollachu byla Sauronem dobyta Minas Tirith a Temný pán si tím otevřel cestu do západního Beleriandu Sirionským údolím.
Po porážce Dagor Bragollachu přešli Ered Luin první zástupy Černých mužů z východu vedení svými pány Bórem a Ulfangem, kteří se usadili ve východním Beleriandu. Mnozí z nich se ukázali jako nevěrní v páté velké bitvě Beleriandských válek, kdy byla Maedhrosova unie Morgothovými sluhy i díky zradě Ulfangových synů rozprášena na pláni Anfauglith.
Po tomto triumfu obsadil Temný pán Hithlum, východní marku a jeho vojska postupně zničila Falas i skryté říše Nargothrond a Gondolin. Království Doriath zaniklo poté, co bylo vypleněno trpaslíky a vzápětí Noldor toužícími po spojených klenotech Nauglamíru a Silmarilu. Přeživší Eldar a Edain se skryly u ústí Sirionu v zemi Arvernien a na ostrově Balar, kde přežili díky moci Ulma. Fëanorovi synové kvůli své přísaze a touze získat otcovy Silmarily přístavy napadnou a dojde k poslednímu vraždění rodných. Klenoty však nezískají neboť Elwing a Eärendilovi se i se Silmarilem podaří odplout na moře.

## Zánik
Elwing a Eärendilovi se i s pomocí Silmarilu nakonec podařilo dosáhnout břehů Amanu. Zde přesvědčili Valar, aby vyšli zbývajícím Eldar a Edain bránícím se v Beleriandu na pomoc. Vojsko Valinoru vyrazilo do války hněvu, v níž byl Morgoth drtivě poražen. Obrovská bitva a pád Thangorodrim způsobili velká zemětřesení, při kterých byl téměř celý Beleriand rozerván a zatopen mořem.
Porážka Morgotha a zkáza Beleriandu ukončili první věk. Z Beleriandu zbyla jenom malá část Ossiriandu, ve Druhém a Třetím věku známá jako Lindon a ostrov Tol Morwen, který byl pozůstatkem místa, kde zemřeli Túrin, Nienor a Morwen.

## Země a říše Beleriandu
Seznam a stručný popis říší a zemí nacházející se v prvním věku v Beleriandu:

### Arvernien
Arvernien byla země ležící na pobřeží Velkého moře v jihozápadním cípu Beleriandu. V této pobřežní oblasti na západ od ústní Sirionu se po pádu Doriathu a Gondolinu skryli přeživší Eldar, kteří zde uprchli ze severu. Udržovali styky s elfy na ostrově Balar, kde přebýval po pádu Falasu Círdan a jeho lid. Proti Morgothovým sluhům je zde bránila moc Pána vod Ulma, avšak ani ta je neochránila před útokem Fëanorových synů toužících po klenotu svého otce. V napadeném Arvernienu došlo k třetímu Zabíjení rodných, z něhož se podařilo uprchnout Elwing nesoucí silmaril. Společně s Eärndilem díky moci klenotu překonali Velké moře a dopluli do Valinoru, kde pohnuli Valar k útoku proti Temnému pánovi. V nadcházející válce hněvu byl Morgoth definitivně poražen, avšak Beleriand byl v boji zcela zničen. Většina přeživších Eldar po válce odplula do Amanu, kde konečně získali odpuštění Valar. Menší část elfů mezi nimiž byli nejvýznamnější Velekrál Gil-galad, Círdan, Galadriel, Celeborn Doriathský a půlelf Elrond zůstala ve Středozemi.

### Brethil
Les Brethil se nacházel v severovýchodní části západního Beleriandu. Po založení Doriathského království byl součástí Thingolovi říše, ačkoliv jej od ostatních lesů Doriathu oddělevala řeka Sirion a nebyl zahrnut v Melianině ochranném pásu. S příchodem prvních Edain do Beleriandu povolil Thingol Druhému domu Edain – lidu Haladin, aby se v Brethilu usadil. Po proražení obležení Angbandu a pádu Minas Tirith se lid Haladin ocitnul v první bojové linii a stále častěji čelil nájezdům Morgothových skřetů. Velká část válečníků včetně jejich pána Haldira navíc padla v bitvě Nirnaeth Arnoediad. V roce 496 bylo Brethilské vojsko Morgothovými sluhy poraženo a Edain, kteří bitvu přežili se až do konce prvního věku skrývali ve svém lese. Po porážce Morgotha se Haladin přidali k ostatním Edain a odpluli na darovaný ostrov Númenor. Brethil spolu s dalšími zeměmi Beleriandu klesl na mořské dno.

### Dimbar
Dimbar byl pustou zemí v severní části západního Beleriandu, sevřenou mezi řekami Sirionem a Mindebem. Ze severu hraničil s Okružními horami za nimiž leželo skryté město Gondolin.

### Doriath
Doriath, čili Opásaná země, byl nejmocnější říší Sindar v Beleriandu. Království se rozkládalo v lesích Neldorethu, Nivrimu a Regionu a protékaly jím přítoky Sirionu, Aros a Esgalduina. Říši založili Elwë Thingol a Maia Melian, která lesy opásala svou mocí. Autoritu krále Thingola tehdy respektovali všichni Eldar žijící v Beleriandu. Sindar záhy navázali styky s trpaslíky, kteří pro ně vyhloubili síně Menegrothu, hlavního města Doriathu. Navrátivším se Noldor a příchozím Atani Thingol až na výjimky zakázal vstup do své říše. Na přímluvu Finroda povolil lidu Haladin obývat les Brethil a vstup do Doriathu byl umožněn rovněž Berenovi, Túrinovi, jeho matce Morwen a sestře Nienor. Doriath byl dobyt trpaslíky z Nogrodu, kteří zatoužili po kráse silmarilu a jejich dávného pokladu Nauglamíru. Usmrceného krále Thingola vystřídal na trůně jeho vnuk Dior, avšak o silmarilu se tehdy dozvěděli Fëanorovi synové, kteří rovněž království vyplenili ale klenotu se i tak nezmocnili. Při zkáze Doriathu Dior padnul a Menegroth byl definitivně zničen. Přeživší Sindar poté opustili království a vydali se na jih k ústí Sirionu. Při zkáze Beleriandu klesnul také Doriath na mořské dno.

### Estolad
Estolad, Tábořiště, byl zemí ve východním Beleriandu nacházející se jižně od lesa Nan Emloth. Tento název země dostala po příchodu prvních lidí, kteří se zde na radu Finroda Felagunda usadili. V Estoladu žili vedle sebe lid prvního a druhého domu, avšak po seznámení se s dalšími Eldar odešlo mnoho tisíc z nich do služeb k Noldorským vládcům na sever. Mnoho lidí však zůstalo v Estoladu a žilo zde až do zkázy Beleriandu.

### Falas

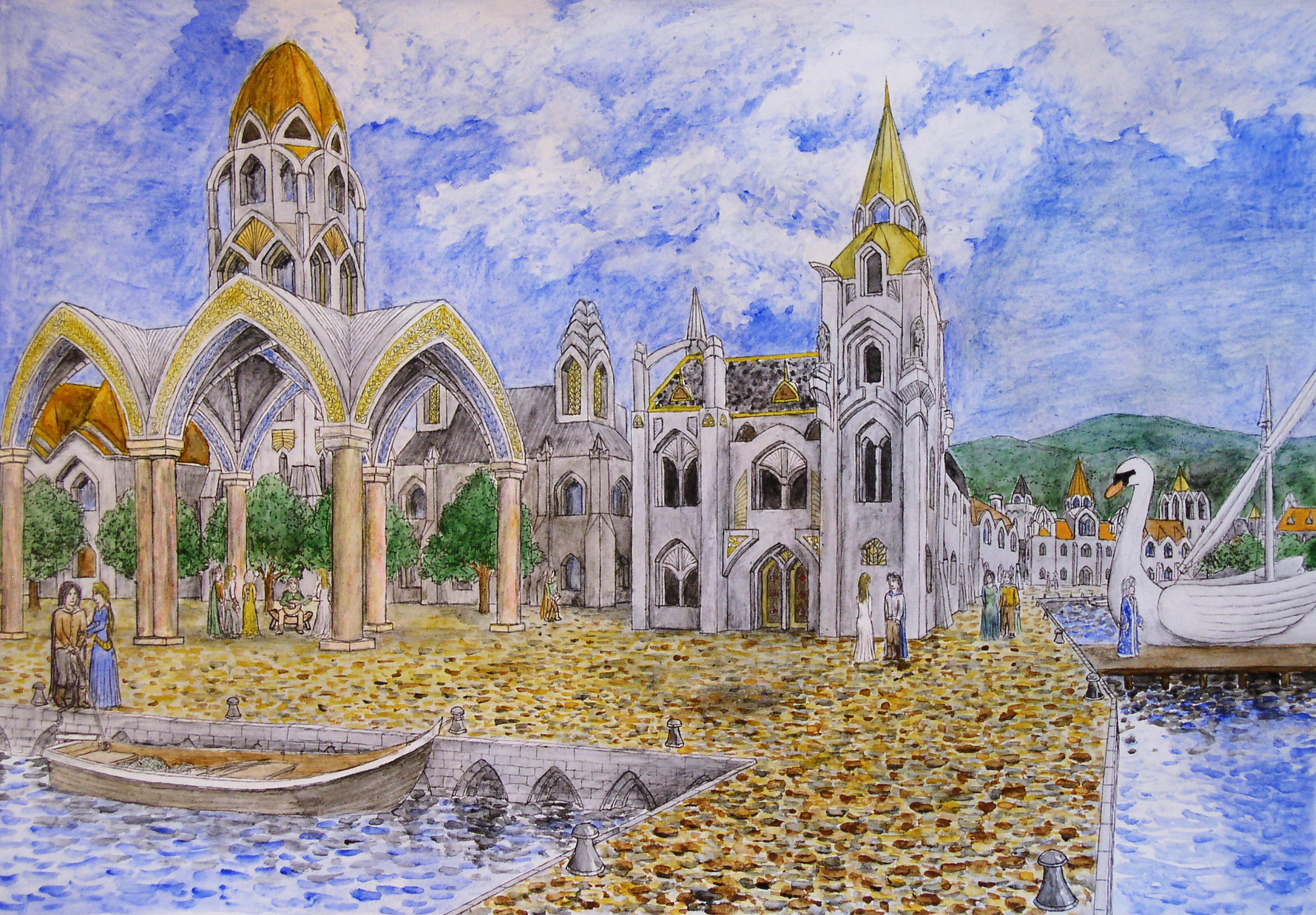
Círdanův přístav Brithombar nacházející se u ústí řeky Brithon v severozápadním Falasu

Přístavní země Falas se rozkládala na západním pobřeží Beleriandu, jižně od Nevrastu a severozápadně od Arvernienu. Falasem do moře Belegaeru protékaly řeky Brithon a Nenning. Prvními obyvateli této země se stala část Teleri, kteří si zamilovali moře a Ossë je přesvědčil, aby zanechali putování na západ a zůstali ve Středozemi. Jejich pánem se stal Círdan, díky Ossëmu se stali prvními staviteli lodí ve Středozemi a navýzali se Falathrim elfové z Falasu. Nejvýznamnějšími městy Falasu se staly Círdanovy opevněné přístavy Brithobmar a Eglarest vystavěné u ústí řek Brithonu a Nenningu. Elfové Falasu respektovali autoritu doriathského krále Thingola a dobré styky udržovali rovněž s Noldor, kteří pod vedením Finroda Felagunda zbudovali na východ od Falasu svou říši Nargothrond. Nargothrondští sousedé pomohli Falathrim opevnit jejich přístavy a na obranu proti možnému Morgothovu útoku z moře nechal Finrod zbudovat na pobřeží věž Barad Nimras. Morgothova vojska ohrožovala Falas již v první bitvě beleriandských válek, avšak dobýt oba přístavy se skřetům podařilo teprve po bitvě nespočetných slz. Zbytek přeživších Falathrim uprchl díky jejich rychlým lodím, načež pod vedením Círdana zřídili útočiště pro uprchlíky na ostrově Balar a v ústí Sirionu. Opuštěný Falas se stejně jako zbytek Beleriandu potopil při zkáze na konci prvního věku.

### Gondolin
Gondolin bylo skryté město obehnané Okružními horami Echoriath nacházející se severně od Dimbaru. Toto utajené sídlo vybudoval Fingolfinův syn Turgon. Gondolinské vojsko bojovalo v prohrané bitvě nespočetných slz, odkud se Turgonovi i díky hrdinství mužů Hadorova domu podařilo ustoupit. Gondolin vydržel nejdéle ze všech říší Eldar v Beleriandu. Skrytou polohu města vyzradil Morgothovým špehům teprve Maeglin, kterému neopětovala lásku králova dcera Idril. Gondolin byl záhy přepaden, dobyt a vypálen. Při obraně města padl rovněž Velekrál Turgon. Ze zkázy se tehdy podařilo uprchnout jen hrstce přeživších vedených Idril a Tuorem.

### Himlad
Hilmad čili Chladná země byl kraj nacházející se jižně od Aglonského průsmyku mezi řekami Arosem a Celonem. Obývali ji Fëanorovi synové Celegorm a Curufin se svým lidem, kteří průsmyk nazývaný Brána Doriathu střežili proti Morgothovi. V Dagor Bragollachu dobyli armády Temného pána Aglon a Celegorm s Curufinem byli nuceni ze své země uprchnout. Himlad ležící na hranicích Doriathu tak zůstal opuštěný až do zkázy celého Beleriandu.

### Maglorova brána
Jako Maglorova brána byl označován kraj mezi rameny Gelionu v severovýchodním cípu Beleriandu, který proti Morgothovým sluhům strážil Fëanorův syn Maglor. V Dagor Bragollachu se však Maglorovou branou proplazil drak Glaurung, který zpustošil celou okolní zemi a vyhnal odtamtud Maglorův lid. Sám Maglor se poté přidal k svému bratru Maedhrosovi sídlícímu na Himringu, který se podařilo před náporem nepřátel ubránit.

### Maedhrosova marka
Maedhrosova marka, známá též jako Východní marka, byla poměrně rovinatým územím nacházejícím se severně od pramenů Gelionu a jižně od pustého Lothlannu. Tento nejhůře bránitelný vstup do východního Beleriandu bránil se svou jízdou z pahorku Himringu Fëanorův syn Maedhros až do porážky v Nirnaeth Arnoediad.

### Nan Dungortheb
Nan Dungortheb, Údolí strašné smrti, byla země nacházející se na severu Beleriandu, mezi královstvím Doriath a pohořím Ered Gorgoth. Poté, co Morgoth a Ungoliant společně uprchnuli z Amanu, usadila se pavoučice právě v tomto kraji. Zemi znečistila, zkazila a zplodila zde své potomstvo, které tam i po jejím odchodu tkalo své sítě. Elfové i lidé se této zemi v níž tekli jedovaté potoky vyhýbali a procházeli tudy jen v krajní nouzi. V Nan Dungortheb se před tím než ji objevil elf Eöl ztratila Turgonova sestra Aredhel a na své cestě do Doriathu jí prošel též Beren.

### Nan Elmoth
Nan Elmoth byl les nacházející se v severovýchodní části Beleriandu, východně od řeky Celon. V Nan Elmothu došlo k setkání Elwëho s Maiou Melian. Později se hluboký les Nan Elmoth stal sídlem kováře Eöla a jeho syna Maeglina.

### Nan-tathren
Nan-tathren, Vrbové údolí či Vrbová země bylo krajinou v jihozápadním Beleriandu, v místě soutoku Sirionu s Narogem. Až do porážky v bitvě nespočetných slz zde nežilo mnoho obyvatel. Po pádu Gondolinu sem podél Sirionu přivedl přeživší Tuor, syn Huorův. Po krátkém zotavení však rychle pokračovali dál až dorazili k pobřeží, kde se usadili.

### Nargothrondská říše
Království Nargothrond, nacházející se v západním Beleriandu, bylo největší říší Eldar v Beleriandu, na severu sahající k pohoří Ered Wethrin a z východu a ze západu ohraničená řekami Teiglin a Nenning. Skryté hlavní město Nargothrond leželo ve vysočině Taur-en-faroth přibližně na středním toku řeky Narog. Město založil Finarfinův syn Finrod, který jej zbudoval za pomoci trpaslíků z Ered Luin, od kterých si za tento čin vysloužil přízvisko Felagund čili Hlubitel jeskyní. Za Finrodovi vlády udržovali Nargothrondští Noldor dobré vztahy s trpaslíky, s Círdanovým lidem z Falasu i s nově příchozími lidmi. Po porážce v Dagor Bragollachu však do Nargothrondu přišli Fëanorovi synové Celegorm a Curufin, kteří proti králi poštvali jeho lid a zapuzený Finrod zanedlouho zahynul v Sauronově vězení na ostrově Tol-in-Gaurhoth. Zpráva o jeho smrti otevřela Nargothrondským oči a Fëanorovi syné byli vyhnáni, načež se vlády chopil Finrodův bratr Orodreth. Jeho vláda byla charakteristická skrýváním, což změnil až Húrinův syn Túrin. Ten získal u královského dvora velký vliv, načež Noldor z Nargothrondu vyšli otevřeně do války proti Temnému pánovi. Morgoth však díky tomu odhalil přesnou polohu do té doby skrytého města a po porážce u Tumhaladu, v níž padl i král Orodreth, v roce 495 bylo město vypleněno a zcela zničeno. Nějaký čas v něm poté přebýval drak Glaurung, po němž se v troskách města usadil trpaslík Mîm, kterého nakonec usmrtil stařec Húrin.

### Nevrast
Jméno Nevrast znamenající Bližší břeh, nejprve užívané jako označení pro celé severozápadní pobřeží Středozemě, bylo užíváno pro zemi nacházející mezi mořem a horami Ered Wethrin a Ered Lómin. Uprostřed této horami sevřené nížiny leželo bažinaté jezero Linaewen. Prvními osídlenci Nevrastu se stali v hvězdných letech Sindar. Po návratu do Středozemě se v Nevrastu usadil také mladší Fingolfinův syn Turgon se svým lidem. Ten vystavěl své sídlo Vinyamar na západním pobřežím pod horou Taras. Nevrast se stal první místem, kde se Sindar a Noldor smísili. Turgon nechal po radách Ulma tajně vystavět své nové sídlo Gondolin, kam z Nevrastu odvedl všechen svůj lid. Do opuštěného Vinyamaru přišel dík Ulmově moci Huorův syn Tuor, který se odtamtud vydal varovat Turgona do Gondolinu před chystající se zradou. Opuštěný Nevrast se na konci prvního věku se potopil se zbytkem Beleriandu na mořské dno.

### Ossiriand

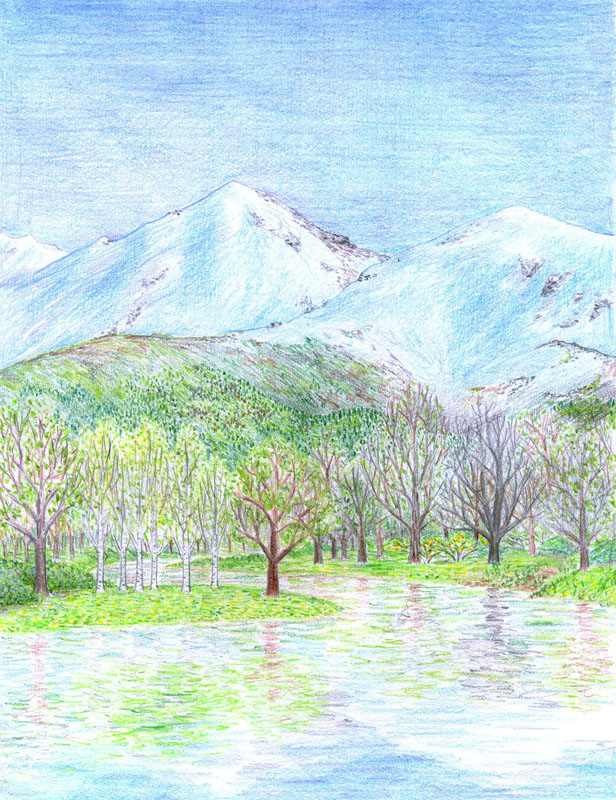
Řeka Brilthor protékající Ossiriandem

Název Ossiriandu Země sedmi řek odkazuje na řeku Gelion a jeho šest levých přítoků vytékajících z Ered Luin. Zemi obývali Zelení elfové Laiquendi, které přes Modré hory přivedl ještě před prvním východem Slunce jejich vůdce Denethor. Od první velké bitvy, v níž padla většina Ossiriandských včetně Denethora, se Laiquendi skrývali a nevycházeli otevřeně do boje. Při zkáze Beleriandu se Ossiriand stal jedinou zemí na západ od Ered Luin, kterou nezatopilo vzbouřené moře. Od druhého věku byl znám jako Lindon.

### Thargelion
Thargelion, čili země za Gelionem, byl kraj nacházející se mezi Gelionem a Ered Luin. Od jižněji položeného Ossiriandu jej dělila řeka Ascar. Na severu země se nacházelo studené jezero Helevorn, na které shlížela hora Rerir. Tuto zemi po návratu Noldor osídlil Fëanorův syn Caranthir. Kraj byl proto rovněž znám jako Dor Caranthir čili Caranthirova země, Sindar však zemi ještě před příchodem Noldor nazývali Talath Rhûnen, Východní dolina. Byl to právě Thargelion, kde se Noldor poprvé setkali s trpaslíky z Ered Luin. V zemi též po přechodu hor nějaký čas pobýval Druhý dům Edain. Proti Haladin však Temný pán vyslal skřetí vojsko, které by bylo Edain zcela rozprášilo, kdyby je od zkázy nezachránil Caranthir. Vůdkyní Druhého domu se tehdy stala Haleth, která svůj lid z Thargelionu odvedla na západ a usadila se v Brethilu. Mír v zemi byl narušen po Dagor Bragollachu, kdy do Thargelionu vtrhli skřeti a drak Glaurung, který poplenil krajinu okolo Gelionu. Caranthir s přeživšími ze zkázy uprchnul a připojil se ke svým bratrům na Amon Erebu. Zničený Thargelion se po válce hněvu s většinou Beleriandu potopil na konci prvního věku na dno moře.